# Кронбах, Ли
Ли Джозеф Кронбах (англ. Lee Joseph Cronbach; 1916—2001) — американский психолог, специализировался в сфере психологии образования.
Он внёс значительный вклад в психологическое тестирование и диагностику. Разработчикам тестов хорошо известна альфа Кронбаха — метод проверки надёжности тестов, а также «теория обобщения» — статистическая модель выявления и количественной оценки источников ошибок измерения.
Родился в г. Фресноу, Калифорния. Получил степень бакалавра в Государственном колледже Фресноу (Fresno State College) и степень магистра в Калифорнийском университете (г. Бёркли). В 1940 году получил степень доктора в сфере психологии образования в Чикагском университете. Преподавал математику и химию в Высшей школе Фресноу, затем занимал различные преподавательские должности в Государственном колледже Вашингтона, Чикагском университете и Иллинойсском университете, в конце концов обосновался в Стэнфордском университете с 1964 года.
Был президентом Американской психологической ассоциации в 1957 году, президентом Американской ассоциации исследований в сфере образования.